# Manfredonia
Manfredonia és un municipi italià, situat a la regió de la Pulla i a la província de Foggia, al peu de la península del Gargano. L'any 2022 tenia 54.342 habitants.
Té indústries químiques i alimentàries. És seu d'un arquebisbat.
El nom prové de Manfred I de Sicília, que va fundar la ciutat a prop de l'antiga Sipont. El castell, iniciat pel rei el 1256 i acabat per Carles I d'Anjou, va resistir les tropes franceses el 1528 però va ser devastat el 1620, juntament amb la ciutat, pels turcs.
Limita amb els municipis de Carapelle, Cerignola, Foggia, Monte Sant'Angelo, San Giovanni Rotondo, San Marco in Lamis i Zapponeta.

## Fills il·lustres
- Luigi Mazzone (1820-1897), compositor, periodista i escriptor.